# Honorowi obywatele miasta stołecznego Warszawy
Honorowi obywatele miasta stołecznego Warszawy – tytuł nadawany ludziom szczególnie zasłużonym dla miasta stołecznego Warszawy. W latach 1918–1929 był nadawany przez radę miejską. Tradycję wznowiła, z okazji Święta Warszawy 21 kwietnia, Rada Warszawy w 1992 roku nadając tytuły Stanisławowi Broniewskiemu „Orszy”, Aleksandrowi Gieysztorowi, Janinie i Zbigniewowi Porczyńskim oraz Jerzemu Waldorffowi. Zgodnie z przepisem paragrafu 5 Statutu miasta stołecznego Warszawy uchwalonego 10 stycznia 2008 „Honorowe Obywatelstwo miasta stołecznego Warszawy, (...) jest wyrazem najwyższego wyróżnienia i uznania dla zasług lub wybitnych osiągnięć obywateli polskich i cudzoziemców. (...)” Wniosek o nadanie tytułu mogą złożyć prezydent Warszawy, kluby radnych lub rada dzielnicy. Osoby wyróżnione mogą uczestniczyć na prawach honorowych gości w: sesjach rady miasta; uroczystościach miasta; imprezach kulturalnych, sportowych, rekreacyjnych i innych organizowanych przez miasto, a także mają prawo do bezpłatnych przejazdów środkami komunikacji miejskiej oraz bezpłatnego parkowania samochodów.

## Nagrodzeni
| Honorowy obywatel              | Data nadania                        | Uchwała                                    | Uwagi |
| ------------------------------ | ----------------------------------- | ------------------------------------------ | --- |
| Józef Piłsudski                | 12 listopada 1918                   |                                            | wręczenie dyplomu 8 lutego 1919 |
| Ignacy Jan Paderewski          | 9 stycznia 1919                     |                                            | |
| Józef Haller                   | 23 kwietnia 1919                    |                                            | |
| Maxime Weygand                 | 23 sierpnia 1920                    |                                            | |
| Lucjan Żeligowski              | 21 października 1920                |                                            | |
| Herbert Hoover                 | 10 listopada 1921                   |                                            | |
| Ferdinand Foch                 | 19 kwietnia 1923                    |                                            | |
| Maria Skłodowska-Curie         | 21 lutego 1924                      |                                            | |
| Eugenia Kierbedź               | 11 kwietnia 1929                    |                                            | |
| Stanisław Broniewski           | 13 kwietnia 1992                    | XXX/167/92 z dnia 13 kwietnia 1992         | |
| Aleksander Gieysztor           | 13 kwietnia 1992                    | XXX/168/92 z dnia 13 kwietnia 1992         | |
| Janina Porczyńska              | 13 kwietnia 1992                    | XXX/169/92 z dnia 13 kwietnia 1992         | |
| Zbigniew Porczyński            | 13 kwietnia 1992                    | XXX/169/92 z dnia 13 kwietnia 1992         | |
| Jerzy Waldorff                 | 13 kwietnia 1992                    | XXX/170/92 z dnia 13 kwietnia 1992         | |
| Jan Józef Podoski              | 29 marca 1993                       | XLIV/251/93 z dnia 29 marca 1993           | |
| Sue Ryder                      | 1 marca 1993                        | XLII/244/93 z dnia 1 marca 1993            | |
| Juliusz Wiktor Gomulicki       | 28 marca 1994                       | LXX/366/94 z dnia 28 marca 1994            | Wyróżnienia nie przyjął, protestując przeciwko odmowie przyznania na tej samej sesji godności Honorowego Obywatela Warszawy Zygmuntowi Skibniewskiemu. |
| Stanisław Jankowski            | 10 kwietnia 1995                    | XVIII/101/95 z 10 kwietnia 1995            | |
| Kazimierz Leski                | 10 kwietnia 1995                    | XVIII/101/95 z 10 kwietnia 1995            | |
| Jan Paweł II                   | 26 marca 1996                       | XXX/234/96 z dnia 25 marca 1996.           | |
| Władysław Bartoszewski         | 12 kwietnia 1999                    | X/62/99 z dnia 12 kwietnia 1999.           | |
| Ryszard Kaczorowski            | 12 kwietnia 1999                    | X/63/99 z dnia 12 kwietnia 1999.           | |
| Franciszek Kamiński            | 12 kwietnia 1999                    | X/64/99 z dnia 12 kwietnia 1999.           | |
| Stefan Starzyński              | 20 września 1999 (pośmiertnie)      | XV/116/99 z dnia 20 września 1999.         | |
| Józef Glemp                    | 6 kwietnia 2000                     | XXI/221/2000 z dnia 6 kwietnia 2000.       | |
| Marek Edelman                  | 9 kwietnia 2001                     | XXXII/435/2001 z dnia 9 kwietnia 2001.     | |
| Jan Nowak-Jeziorański          | 3 lipca 2003                        | XIV/174/2003 z dnia 3 lipca 2003.          | |
| Zdzisław Peszkowski            | 3 lipca 2003                        | XIV/174/2003 z dnia 3 lipca 2003.          | |
| Marek Kwiatkowski              | 3 lipca 2003                        | XIV/174/2003 z dnia 3 lipca 2003.          | |
| Kazimierz Majdański            | 1 lipca 2004                        | XXXII/723/2004 z dnia 1 lipca 2004.        | |
| Jerzy Majewski                 | 1 lipca 2004                        | XXXII/723/2004 z dnia 1 lipca 2004.        | |
| Kazimierz Romaniuk             | 1 lipca 2004                        | XXXII/723/2004 z dnia 1 lipca 2004.        | |
| Szymon Szurmiej                | 1 lipca 2004                        | XXXII/723/2004 z dnia 1 lipca 2004.        | |
| Sławoj Leszek Głódź            | 16 czerwca 2005 (pozbawiony tytułu) | LV/1476/2005 z dnia 16 czerwca 2005.       | Tytuł odebrany uchwałą XLVII/1452/2021 z dnia 15 kwietnia 2021.                                                                                        |
| Norman Davies                  | 16 czerwca 2005                     | LV/1476/2005 z dnia 16 czerwca 2005.       | |
| Wacław Karłowicz               | 13 czerwca 2006                     | LXXVI/2331/2006 z dnia 13 czerwca 2006.    | |
| Zofia Korbońska                | 13 czerwca 2006                     | LXXVI/2331/2006 z dnia 13 czerwca 2006.    | |
| Barbara Wachowicz              | 13 czerwca 2006                     | LXXVI/2331/2006 z dnia 13 czerwca 2006.    | |
| Janusz Brochwicz-Lewiński      | 24 maja 2007                        | X/269/2007 z dnia 24 maja 2007.            | |
| Wiesław Chrzanowski            | 24 maja 2007                        | X/269/2007 z dnia 24 maja 2007.            | |
| Czesław Cywiński               | 24 maja 2007                        | X/270/2007 z dnia 24 maja 2007.            | |
| Hilary Koprowski               | 24 maja 2007                        | X/271/2007 z dnia 24 maja 2007.            | |
| Irena Sendlerowa               | 24 maja 2007                        | X/272/2007 z dnia 24 maja 2007.            | |
| Lech Wałęsa                    | 24 maja 2007                        | X/268/2007 z dnia 24 maja 2007.            | |
| Symcha Ratajzer-Rotem          | 3 kwietnia 2008                     | XXVII/869/2008 z dnia 24 maja 2007.        | |
| Zbigniew Ścibor-Rylski         | 12 czerwca 2008                     | XXXV/1041/2008 z dnia 12 czerwca 2008.     | |
| Stefan Bałuk                   | 12 czerwca 2008                     | XXXV/1042/2008 z dnia 12 czerwca 2008.     | |
| Erwin Axer                     | 12 czerwca 2008                     | XXXV/1043/2008 z dnia 12 czerwca 2008.     | |
| Józef Zawitkowski              | 12 czerwca 2008                     | XXXV/1044/2008 z dnia 12 czerwca 2008.     | |
| Dalajlama XIV                  | 28 maja 2009                        | LVI/1663/2009 z dnia 28 maja 2009.         | |
| Witold Pilecki                 | 28 maja 2009 (pośmiertnie)          | LVI/1663/2009 z dnia 28 maja 2009.         | |
| Tadeusz Mazowiecki             | 28 maja 2009                        | LVI/1663/2009 z dnia 28 maja 2009.         | |
| Michał Sumiński                | 28 maja 2009                        | LVI/1663/2009 z dnia 28 maja 2009.         | |
| Lech Kaczyński                 | 15 kwietnia 2010 (pośmiertnie)      | LXXVIII/2330/2010 z dnia 15 kwietnia 2010. | |
| Ziuta Hartman                  | 15 lipca 2010                       | LXXXVI/2518/2010 z dnia 15 lipca 2010.     | |
| Aleksander Kwaśniewski         | 15 lipca 2010                       | LXXXVI/2519/2010 z dnia 15 lipca 2010.     | |
| Henryk Skarżyński              | 15 lipca 2010                       | LXXXVI/2520/2010 z dnia 15 lipca 2010.     | |
| Maria Stypułkowska-Chojecka    | 15 lipca 2010                       | LXXXVI/2521/2010 z dnia 15 lipca 2010.     | |
| Lidia Korsakówna               | 16 czerwca 2011                     | XVII/321/2011 z dnia 16 czerwca 2011.      | |
| Jerzy Buzek                    | 16 czerwca 2011                     | XVII/321/2011 z dnia 16 czerwca 2011.      | |
| Henryk Hoser                   | 16 czerwca 2011                     | XVII/321/2011 z dnia 16 czerwca 2011.      | |
| Witold Kieżun                  | 31 maja 2012                        | XXXVII/944/2012 z dnia 31 maja 2012.       | |
| Sławomir Pietras               | 31 maja 2012                        | XXXVII/944/2012 z dnia 31 maja 2012.       | |
| Jerzy Regulski                 | 31 maja 2012                        | XXXVII/944/2012 z dnia 31 maja 2012.       | |
| Stanisław Wyganowski           | 31 maja 2012                        | XXXVII/944/2012 z dnia 31 maja 2012.       | |
| Maria Janion                   | 13 czerwca 2013                     | LVII/1624/2013 z dnia 13 czerwca 2013.     | |
| Irena Santor                   | 13 czerwca 2013                     | LVII/1624/2013 z dnia 13 czerwca 2013.     | |
| Zbigniew Romaszewski           | 13 czerwca 2013                     | LVII/1624/2013 z dnia 13 czerwca 2013.     | |
| Jan Olszewski                  | 5 czerwca 2014                      | LXXXIII/2105/2014 z dnia 5 czerwca 2014.   | |
| Jerzy Owsiak                   | 5 czerwca 2014                      | LXXXIII/2105/2014 z dnia 5 czerwca 2014.   | |
| Mieczysław Szostek             | 5 czerwca 2014                      | LXXXIII/2105/2014 z dnia 5 czerwca 2014.   | |
| Andrzej Wajda                  | 25 czerwca 2015                     | XIII/246/2015 z dnia 25 czerwca 2015.      | |
| Henryk Samsonowicz             | 25 czerwca 2015                     | XIII/246/2015 z dnia 25 czerwca 2015.      | |
| Adam Strzembosz                | 16 czerwca 2016                     | XXX/734/2016 z dnia 16 czerwca 2016.       | |
| Daniel Olbrychski              | 8 czerwca 2017                      | L/1214/2017 z dnia 8 czerwca 2017.         | |
| Wanda Traczyk-Stawska          | 8 czerwca 2017                      | L/1214/2017 z dnia 8 czerwca 2017.         | |
| Wiesław Johann                 | 8 czerwca 2017                      | L/1214/2017 z dnia 8 czerwca 2017.         | |
| Halina Birenbaum               | 1 marca 2018                        | LXII/1663/2018 z dnia 1 marca 2018.        | |
| Krystyna Budnicka              | 1 marca 2018                        | LXII/1663/2018 z dnia 1 marca 2018.        | |
| Marian Turski                  | 1 marca 2018                        | LXII/1663/2018 z dnia 1 marca 2018.        | |
| Anna Jakubowska                | 7 czerwca 2018                      | LXVIII/1877/2018 z dnia 1 marca 2018.      | |
| Janina Ochojska                | 7 czerwca 2018                      | LXVIII/1877/2018 z dnia 1 marca 2018.      | |
| Anna Przedpełska-Trzeciakowska | 7 czerwca 2018                      | LXVIII/1877/2018 z dnia 1 marca 2018.      | |
| Wojciech Roszkowski            | 7 czerwca 2018                      | LXVIII/1877/2018 z dnia 1 marca 2018.      | |
| Paweł Adamowicz                | 17 stycznia 2019 (pośmiertnie)      | V/60/2019 z dnia 17 stycznia 2019.         | |
| Halina Jędrzejewska            | 30 maja 2019                        | XIII/246/2019 z dnia 30 maja 2019.         | |
| Jerzy Majkowski                | 30 maja 2019                        | XIII/246/2019 z dnia 30 maja 2019.         | |
| Paweł Pawlikowski              | 30 maja 2019                        | XIII/246/2019 z dnia 30 maja 2019.         | |
| Olga Tokarczuk                 | 18 czerwca 2020                     | XXXI/902/2020 z dnia 18 czerwca 2020.      | |
| Władysław Findeisen            | 18 czerwca 2020                     | XXXI/902/2020 z dnia 18 czerwca 2020.      | |
| Wojciech Noszczyk              | 18 czerwca 2020                     | XXXI/902/2020 z dnia 18 czerwca 2020.      | |
| Andrzej Rottermund             | 18 czerwca 2020                     | XXXI/902/2020 z dnia 18 czerwca 2020.      | |
| Wiesław Wysocki                | 18 czerwca 2020                     | XXXI/902/2020 z dnia 18 czerwca 2020.      | |
| Jolanta Brzeska                | 10 czerwca 2021 (pośmiertnie)       | XLIX/1520/2021 z dnia 10 czerwca 2021      | |
| Andrzej Rzepliński             | 10 czerwca 2021                     | XLIX/1520/2021 z dnia 10 czerwca 2021      | |
| Hanna Gronkiewicz-Waltz        | 9 czerwca 2022                      | LXV/2126/2022 z dnia 9 czerwca 2022        | |
| Witalij Kłyczko                | 9 czerwca 2022                      | LXV/2126/2022 z dnia 9 czerwca 2022        | |
| Janusz Dorosiewicz             | 31 lipca 2023                       | LXXXIV/2726/2023 z dnia 6 lipca 2023       | |
| Juliusz Kulesza                | 31 lipca 2023                       | LXXXIV/2726/2023 z dnia 6 lipca 2023       | |
| Barbara Gancarczyk             | 20 czerwca 2024                     | VI/107/2024 z dnia 20 czerwca 2024         | |
| Stefan Meissner                | 20 czerwca 2024                     | VI/107/2024 z dnia 20 czerwca 2024         | |
| Andrzej Poczobut               | 20 czerwca 2024                     | VI/107/2024 z dnia 20 czerwca 2024         | |
| Zbigniew Rylski                | 20 czerwca 2024                     | VI/107/2024 z dnia 20 czerwca 2024         | |
| Anna Stupnicka-Bando           | 20 czerwca 2024                     | VI/107/2024 z dnia 20 czerwca 2024         | |
| Andrzej Friszke                | 26 czerwca 2025                     | XXII/866/2025                              | |
| Andrzej Kropiwnicki            | 26 czerwca 2025                     | XXII/866/2025                              | |
| Andrzej Kułakowski             | 26 czerwca 2025                     | XXII/866/2025                              | |
| Maria Łukaszewicz              | 26 czerwca 2025                     | XXII/866/2025                              | |
| Wiesław Myśliwski              | 26 czerwca 2025                     | XXII/866/2025                              | |